# Erdenburg

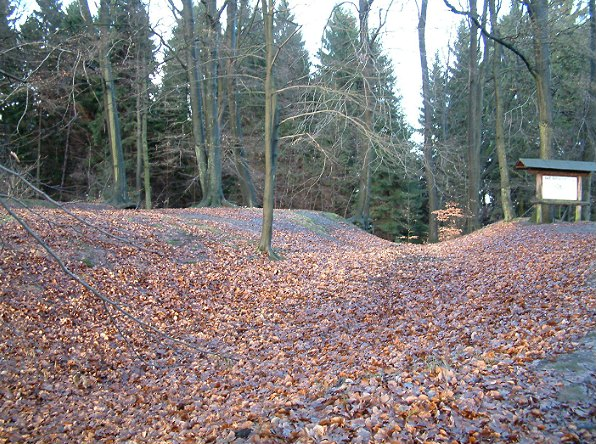
Die Erdenburg in Moitzfeld;
Blick vom östlichen Rand der Anlage nach Norden

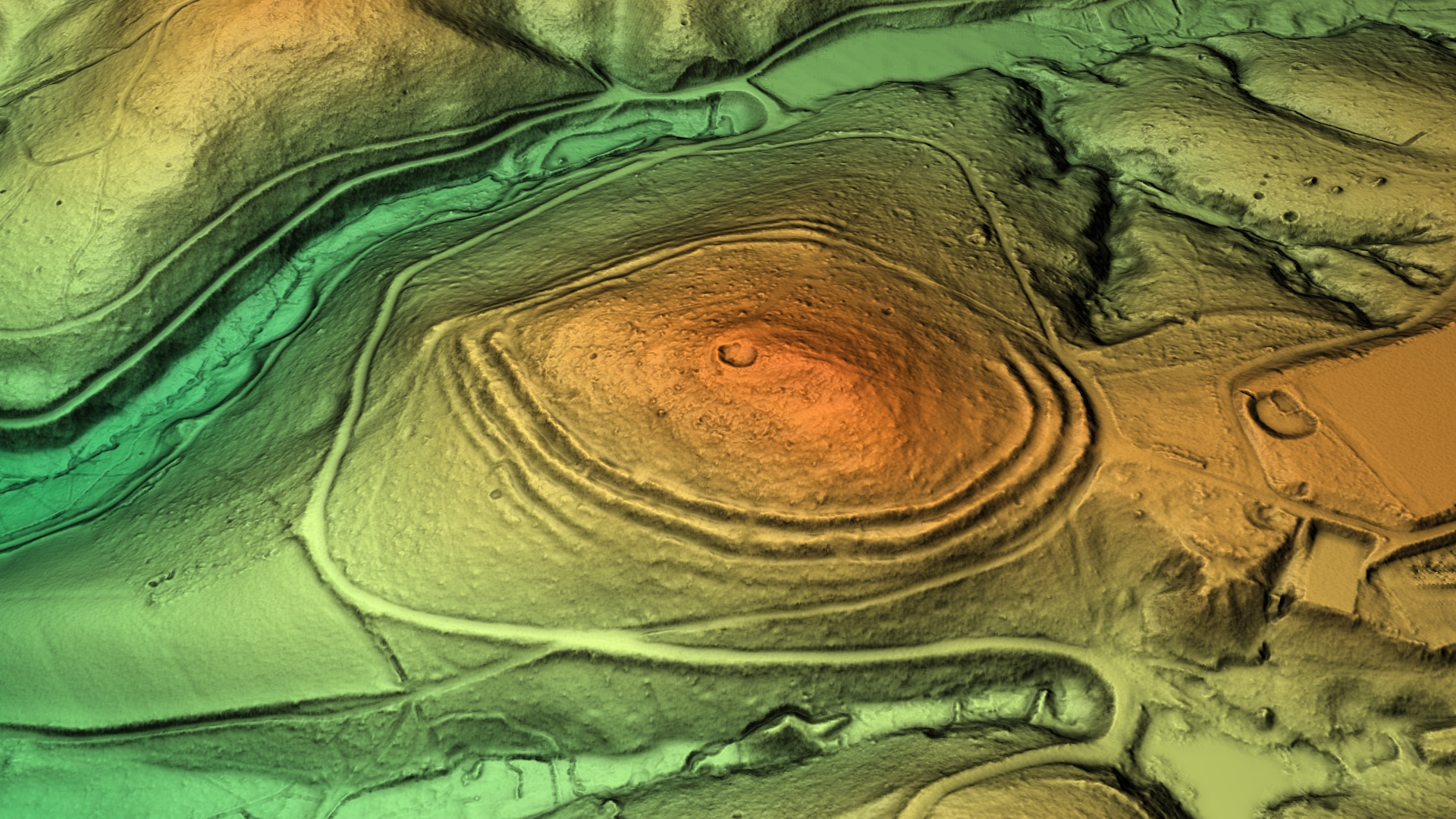
3D-Ansicht des digitalen Geländemodells

Die Erdenburg ist eine eisenzeitliche Befestigung als Wallburg im Stadtteil Moitzfeld von Bergisch Gladbach auf einem Bergrücken östlich von Bensberg im Naturschutzgebiet Hardt.

## Geschichte
Aufgrund von Ausgrabungen durch Werner Buttler und Hans Schleif organisiert und finanziert durch die Waffen-SS im Jahr 1935, hatte man angenommen, dass die Erdenburg in der Spät-Latènezeit, etwa im 1. Jahrhundert v. Chr., entstanden sei. Im Sinne der NS-Ideologie folgerte man damals daraus, dass die Erdenburg von einem germanischen Stamm angelegt worden sei und in den Auseinandersetzungen mit den Römern im nahen Colonia Claudia Ara Agrippinensium (Köln) eine Rolle gespielt habe. Dabei wurde im Sinne der Nationalsozialistischen Germanenverehrung fälschlicherweise eine Wehranlage der Germanen gegen die Römer konstruiert und den als besonders mutig dargestellten Sugambrern zugerechnet. Diese Annahme war von Anfang an abwegig, als dass das Gebiet der Sugambrer zwischen Lippe und Ruhr lag und die Ubier, in deren Gebiet die Anlage liegt, mit den Römern verbunden waren. 
Im Jahre 1968 untersuchte Hermann Schwabedissen, Ordinarius für Ur- und Frühgeschichte an der Universität Köln, an seinem Institut mit der zu dieser Zeit neu entwickelten Radiokarbonmethode eine Brandschicht von der Sohle des Walles. Die Messung des radioaktiven Kohlenstoffs der Holzkohle ergab ein Alter von 310 ± 80 v. Chr. Allerdings gibt es offenbar auch noch andere Angaben über das Alter, denn auf einer Tagung des LVR-Amtes für Bodendenkmalpflege im Rheinland vom 14. bis 16. Mai 2012 im Forum Vogelsang in Schleiden wurde schriftlich festgehalten, dass Hermann Schwabedissen sich selbst mündlich widerrufen haben soll und angeblich das Alter mit 90 v. Chr. ± 50 beschrieb.
Die Wallburgen im rechtsrheinischen Gebiet waren demzufolge zur Zeit der Römer längst vorhanden und wurden nicht erst wegen der Auseinandersetzungen mit ihnen erbaut.
Sicher darf aufgrund der Bauweise angenommen werden, dass es eine von Kelten oder keltisch geprägten Germanen errichtete Anlage war. Die Anlage lag im Stammesgebiet der Ubier, die im ersten Jahrhundert v. Chr. das Gebiet bewohnten und deren Gebiet nach Cäsar „am Rhein“ lag und wie man heute annimmt von der Ruhr bis herauf an die Lahnmündung reichte. Die Sugamber schlossen sodann an das Gebiet der Ubier „nah des Rheins“ im Norden an.
Von den germanischen Stämmen hatten nach Caesar nur die Ubier befestigte Plätze („Ubiis imperat, ut pecora deducant suaque omnia ex agris in oppida conferant“) im Gegensatz zu allen anderen Germanenstämmen. Die Ubier als Bewohner der sogenannten Übergangs- oder Kontaktzone zwischen Germanen und Kelten werden heute auch als Mischbevölkerung zwischen keltischer und germanischer Bevölkerung betrachtet.
Nach Umfang und Konstruktion wird die Ansicht vertreten, die von zentral organisierter Gemeinschaftsarbeit zeugende Anlage sei für die Bewohner des umgebenden Raumes als Zufluchtsstätte genutzt worden. Dafür (und gegen eine dauerhafte Besiedelung) spricht, dass man bislang keine Fundamente fester Bauten im Inneren der Wallanlage gefunden hat. Aufgrund der Lage der wenigen Grabungsschnitte sind Steinfundamente oder sonstige Fundamente vorhandener Gebäude dennoch nicht auszuschließen, denn die Grabungsschnitte können schlicht „daneben“ gelegen haben. Insbesondere bei Holzbauten, die anhand von Pfostenlöchern lokalisiert werden müssen, können einzelne Grabungsschnitte leicht „daneben“ liegen, Die aufwendige Umwallung inkl. einer aufwendigen Toranlage spricht eher gegen eine nur punktuelle Nutzung als Zufluchtsort. Auch die überragende Rundumsicht von der Bergkuppe bis hinter das Kölner Stadtgebiet – somit weit ins linksrheinische Gebiet – spricht eher auch für eine Fortifikation die jedenfalls auch Wachfunktionen wahrgenommen haben könnte.
Die Anlage ist heute nicht mehr in ihrem originalen, verfallenen Zustand vorhanden, denn im Bereich der östlichen Zuwegung lag die Grube „Jungfrau“,  bei deren Abtrag die Ringwälle in dem Bereich zerstört wurden. Die Wälle dort wurden im Rahmen des Abschlusses von Grabungen 1935 durch NS-Zwangsarbeiter und lokale Firmen künstlich wiederhergestellt.
Die Ringwälle sind zur nordöstlichen Seite hin abgeflacht bis gar nicht (mehr) vorhanden. Es ist durchaus denkbar, dass die Erbauer unterhalb des Berges vorhandene Gewässer künstlich gestaut und so Annäherungshindernisse geschaffen hatten und daher zur Nord-Ost-Seite hin keinen Angriff fürchteten. Andererseits ist in der Grabungs-Skizze von 1935 der mittlere Ring an der dortigen Stelle als durchgängig eingezeichnet. Möglich ist, dass über die Jahrtausende Regen, Wasser und Wind die Wälle nach Nord-Ost stetig weiter abgetragen und abgeflacht haben. Dafür könnte die häufige Süd-West-Windlage im Rheinland sprechen.

## Bodendenkmal
Das Bodendenkmal Ringwall Erdenburg ist unter Nr. 5 in die Liste der Bodendenkmäler in Bergisch Gladbach eingetragen.

## Zeichnungen von 1936

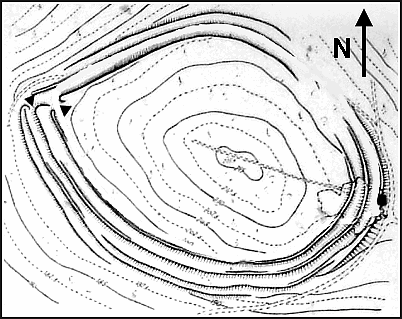
Grundriss der Erdenburg.
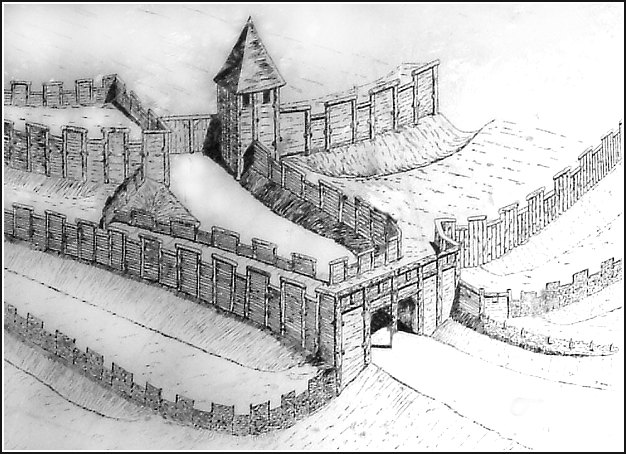
Eingangstor
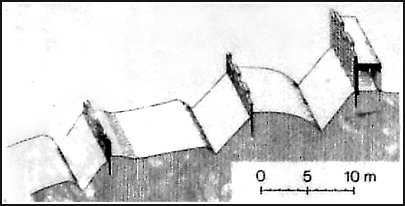
Querschnitt durch den Wall

## Bemerkungen zu den Abbildungen
- Auf dem Foto (oben rechts) verläuft von vorne links hin zur Bildmitte ein flacher Graben, links davon, etwas höher gelegen, ein weiterer. Drei konzentrische Gräben lassen sich nachweisen, die ein Oval der Größe von ca. 230 m × 165 m umgeben.
- Westlich befand sich das Eingangstor zur Burg (siehe Zeichnung Grundriss der Erdenburg am linken Bildrand). Im Nordosten sind die Wälle nicht (mehr) geschlossen, der Grund dafür ist unbekannt. Die Markierung rechts auf dem Grundriss gibt den Standort der Schautafel an, die auf den beiden Fotos zu sehen ist.
- Die Gräben hatten eine Tiefe von etwa zwei Meter, die Wälle waren holzbewehrt. Der innere Wall war wahrscheinlich in Kastenbauweise erstellt und bestand aus rechteckigen Holzparzellen (siehe Zeichnung Eingangstor), die mit Erde verfüllt wurden (siehe Zeichnung Querschnitt durch den Wall) – (Murus Gallicus).